# Isobel Baillie
Isobel Baillie, nata Isabella Douglas Baillie, DBE, (Hawick, 19 marzo 1895 – Manchester, 24 settembre 1983), è stata un soprano ed insegnante di musica scozzese.
Ottenne un successo locale a Manchester, dove era cresciuta e nel 1923 esordì con successo a Londra. La sua carriera, incoraggiata dal direttore d'orchestra Sir Hamilton Harty, si sviluppò rapidamente, con pause nei primi anni per lo studio della voce a Milano. La carriera della Baillie è stata quasi interamente come cantante da concerto: solo una volta ha recitato in una produzione d'opera sul palco. È stata associata soprattutto all'oratorio, diventando famosa per le sue numerose interpretazioni nel Messiah di Händel, La Creazione di Haydn, Elijah di Mendelssohn e le opere corali di Elgar.
Durante una lunga carriera, la Baillie ha cantato in registrazioni complete del Messiah, Elijah, la Missa solemnis di Beethoven e la Nona sinfonia. Negli anni quaranta stringe amicizia con il contralto Kathleen Ferrier, con la quale si esibisce frequentemente in concerto e realizza diverse registrazioni di duetti. Ha preso parte a diciannove Three Choirs Festivals dal 1929. Fece il suo esordio americano nel 1933 e tra allora e il suo ritiro dalla piattaforma dei concerti a metà degli anni cinquanta cantò negli Stati Uniti, in Nuova Zelanda, in Estremo Oriente e in Africa, oltre che in Europa.
Nei suoi ultimi anni è stata insegnante al Royal College of Music, alla Cornell University e alla Royal Manchester School of Music.

## Biografia

### Primi anni
Isobel Baillie nacque a Hawick, Roxburghshire il 9 marzo 1895, la bambina più giovane e la terza figlia di Martin Pott Baillie (1860-1904), un fornaio e sua moglie, Isabella Hetherington née Douglas (1865-1936). Era battezzata Isabella Douglas ma era conosciuta dalla famiglia e dagli amici come Bella. Mentre era ancora una ragazza la famiglia si trasferì a Newcastle upon Tyne e poi a Manchester. Partecipò a una scuola, dove fu incoraggiata a cantare e poi vinse una borsa di studio alla Manchester High School, dove la musica non era di grande importanza.
A quindici anni la Baillie lasciò la scuola, lavorando prima in un negozio di musica e poi nel Municipio di Manchester. Prese lezioni di canto da Jean Sadler-Fogg, un ex allievo di Blanche Marchesi. Nel suo tempo libero cantava nei concerti locali, in uno dei quali nel 1913 incontrò Henry (Harry) Leonard Wrigley (1891-1957), un commerciante di cotone. Si sposaromo il 31 dicembre 1917 mentre lui era in congedo per malattia dalle forze armate in Francia. La loro unica bambina, Nancy, nacque nel dicembre 1918. A questo punto la Baillie guadagnava più dai compensi dei concerti che dal suo lavoro al municipio e divenne una professionista a tempo pieno. Nel 1921 Hamilton Harty, direttore dell'Hallé Orchestra, la scritturò per diversi concerti, comprese le esibizioni de la Creazione di Haydn e il Messiah di Händel.

### Prima solista, 1923–1940
Isobel Baillie fece il suo esordio a Londra nel 1923. Sir Henry Wood la ingaggiò per sei concerti presso la Queen's Hall. La sua carriera si sviluppò rapidamente, ma su consiglio di Harty fece una pausa dai concerti a metà del 1925 e un'altra l'anno seguente per studiare a Milano con il maestro di canto della Scala, Guglielmo Somma. Harty la aiutò ulteriormente nella sua carriera suggerendo un cambiamento di nome professionale da "Bella Bailey" ("Sentiva che Bella portava il pubblico ad aspettarsi un'artista di musical o di commedia musicale"). Il 6 maggio 1929 mise un avviso nel Times affermando che da quella data Miss Bella Baillie avrebbe cantato sotto il nome di Isobel Baillie.
Come affermò il necrologio del Times, per trent'anni dopo il suo esordio londinese "era costantemente richiesta sul palcoscenico dei concerti, facendo una sua specialità del Messiah, La Creazione, Elijah e il lavoro per coro di Elgar". Fece il suo esordio americano nel 1933 all'Hollywood Bowl sotto la direzione di Harty; tra i brani che cantò c'erano "With verdure clad" da La Creazione, un'aria dalla Carmen e "Dove sono" da Le nozze di Figaro. Il Los Angeles Times scrisse di quest'ultimo, "Per lo stile e la pura bellezza del suono [it] è stata la cosa migliore che sia stata ascoltata nel Bowl per molto, molto tempo". In Gran Bretagna Baillie ha cantato per i principali direttori degli anni trenta, tra cui Sir Thomas Beecham, Sir Adrian Boult e Malcolm Sargent e per direttori stranieri in visita, tra cui Arturo Toscanini, Bruno Walter e Victor de Sabata.
Tra i momenti salienti dei concerti nella carriera della Baillie negli anni trenta ci fu la première della Serenade to Music di Vaughan Williams per 16 solisti vocali e orchestra, composta nel 1938 per celebrare il cinquantesimo anniversario del primo concerto di Wood. I solisti erano eminenti cantanti della Gran Bretagna e del Commonwealth; le battute di apertura e di chiusura erano cantate dalla Baillie. Dieci giorni dopo il concerto, Wood e i suoi 16 cantanti registrarono il lavoro per la Columbia, "in tal modo", nelle parole di Michael Kennedy, "da preservare la sua meravigliosa salita al La acuto con le espressioni di una dolce armonia". La registrazione è stata ripubblicata in forma digitale.
La Baillie è stata una presentatrice radiofonica pionieristica, cantando su una stazione radio di Manchester locale nel 1920, davanti alla fondazione della BBC e nel 1938 prese parte a una prima trasmissione televisiva dell'opera, cantando con il tenore Walter Widdop e il baritono George Baker in una trasmissione BBC del secondo atto di Tristano e Isotta. Cantò spesso brani tratti da Wagner e altre opere di concerto ed esecuzioni in studio, ma raramente apparve all'Opera House. Lo fece al Covent Garden nel 1937 per Orfeo ed Euridice, ma anche allora non la si vedeva, fornendo però la voce fuori scena di L'ombre heureuse. Le sue uniche apparizioni sul palco in un'opera furono nel 1940 in un tour della Nuova Zelanda come Marguerite nel Faust con Heddle Nash nel ruolo della protagonista.
La carriera della Baillie fu essenzialmente quella di un artista di concerti. Cantò in diciannove Three Choirs Festival, a partire dal 1929 alla Cattedrale di Worcester, nel Messia, diretto da Sir Ivor Atkins. Ha cantato in The Apostles di Elgar e in The Kingdom sotto la bacchetta del compositore. Altri compositori britannici ai quali lei è stata associata comprendono Herbert Howells, George Dyson e Gerald Finzi. Sebbene fosse conosciuta per le sue interpretazioni della musica britannica, Kennedy commenta che il suo repertorio era "più ampio di quanto spesso si supponesse", tra cui molte opere di Bach, Berlioz, Brahms, Dvořák, Kodály, Mendelssohn, Rachmaninov "(Le campane e le canzoni) ", Schubert, Schumann, Richard Strauss, Szymanowski, Čajkovskij e Hugo Wolf. "Ha inoltre cantato un vasto numero di ballate popolari."

### Anni successivi, 1940–1983
Durante la seconda guerra mondiale la Baillie fece una lunga tournée per l'ENSA, cantando per le truppe e per gli operai delle fabbriche. Nel dicembre 1941 si esibì per la prima volta con Kathleen Ferrier; diventarono buone amiche oltre che colleghe. Dopo la guerra la Baillie fece un secondo viaggio in Nuova Zelanda nel 1948, tornando a casa attraverso l'Estremo Oriente, fermandosi a Singapore, Kuala Lumpur e Penang, tenendo recital in tutte. Cantò a Honolulu nel 1948 e nella Washington National Cathedral l'anno successivo; nel 1953 fece una tournée nell'Africa meridionale, tenendo recital in città come Nairobi, Salisbury, Johannesburg, Città del Capo e Durban.
Verso la metà degli anni cinquanta, essendosi per lo più ritirata dalle esibizioni concertistiche, la Baillie fece tournée internazionali, tenendo conferenze-recital e masterclass. Intraprese una nuova carriera come insegnante al Royal College of Music di Londra, dal 1952 al 1957 e di nuovo dal 1961 al 1964, durante la quale fu professore invitato di canto all'Università Cornell. Inoltre ha insegnato per molti anni alla Royal Manchester School of Music.
Nel 1982 pubblicò la sua autobiografia, Never Sing Louder than Lovely, descritta da Kennedy come "preziosa per i suoi dettagli sull'interpretazione del Messiah e per i vividi ritratti a penna dei suoi colleghi".
Il marito della Baillie, Harry, morì nel 1957, dopo di che lei si trasferì dalla loro casa nell'Hampshire a St John's Wood, a Londra. La sua ultima casa è stata a Manchester, dove è morta il 24 settembre 1983 all'età di 88 anni. Ha lasciato una figlia, Nancy Roberts (morta nel 2012).

## Incisioni
La carriera discografica della Baillie si è protratta per cinquant'anni. La sua prima registrazione fu un disco di prova realizzato nel febbraio 1924; la sua prima pubblicazione commerciale arrivò l'anno successivo; la sua ultima registrazione importante fu nel 1953 in A Sea Symphony, nel ciclo sinfonico di Vaughan Williams della Decca sotto la direzione di Boult; e nel 1974 ha registrato una canzone di Harty, pubblicata in occasione del suo ottantesimo compleanno.
Isobel Baillie è stata soprano solista nelle registrazioni complete della Missa Solemnis di Beethoven (sotto Beecham, 1937), del Messiah e dell'Elijah (sotto Sargent, 1946 e 1947). Nel 2004 è stata pubblicata per la prima volta una registrazione dal vivo, fatta nella Queen's Hall nel 1937, della Nona sinfonia di Beethoven diretta da Toscanini con la Baillie come soprano solista. Con Ferrier ha registrato duetti di Purcell e Mendelssohn, le sue registrazioni da solista comprendevano numerosi brani di Bach, Handel e Mendelssohn, ma anche arie o canzoni di compositori tra cui Arne, Brahms, Delius, Grieg, Harty, Haydn, Mozart, Offenbach, Rachmaninov, Schubert e Schumann.

## Onorificenze
Isobel Baillie è stata nominata Commendatore dell'Ordine dell'Impero Britannico (CBE) nel 1951 e promossa a Dame Commander (DBE) nel 1978. Ha ricevuto lauree honoris causa dal Royal College of Music, dalla Royal Academy of Music e dall'Università di Manchester. C'è una targa blu che la commemora su un'ex residenza a Manchester. Ce n'è anche una al 22 di Princes Street, Hawick.